# Estadio Akron
El Estadio Chivas, conocido por razones de patrocinio como Estadio Akron, es un recinto deportivo ubicado en el municipio de Zapopan, situado al poniente de la zona metropolitana de Guadalajara en Jalisco, México. Cuenta con capacidad para 49 850 espectadores, y es propiedad del Club Deportivo Guadalajara.
Se concluyó el 29 de julio de 2010. Se inauguró con un encuentro amistoso internacional entre el equipo de fútbol Guadalajara y el equipo de fútbol inglés Manchester United.
La empresa mexicana Akron se convierte en socio mercantil desde el año 2018 y el estadio portará el nombre "Estadio Akron" por 10 años.
La construcción del estadio comenzó el 9 de mayo del 2007, aunque años atrás se había dado inicio a estudios geológicos y remoción de tierras. El acceso principal se encuentra proyectado por el anillo periférico. La ubicación coincide con Avenida Vallarta. Ubicado en el poniente de la zona metropolitana de Guadalajara. Corresponde al Municipio de Zapopan, Jalisco. Por su capacidad es el sexto estadio más grande de México después de los estadios Azteca, el Olímpico Universitario, el Jalisco, el BBVA  y el Cuauhtémoc.

## Historia

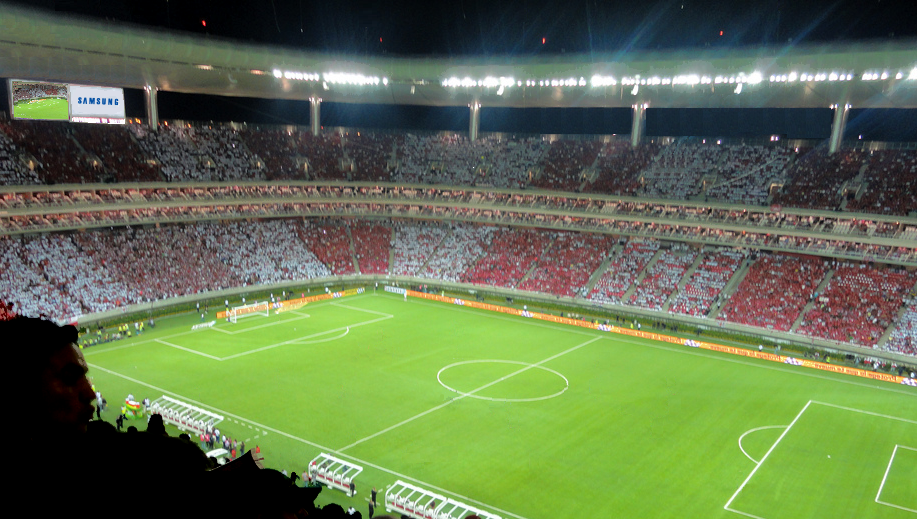
Partido inaugural del estadio.

En febrero de 2004, el Club Deportivo Guadalajara anunció que construiría un nuevo estadio propio, con la intención de dejar el Estadio Jalisco. La construcción del estadio no comenzó hasta mayo de 2007.
El primer partido de fútbol público en el estadio fue un amistoso entre Guadalajara y Manchester United el 30 de julio de 2010. Guadalajara ganó el juego 3-2, con el primer gol en el estadio anotado por Javier "Chicharito" Hernández jugando para Guadalajara. Este partido se llevó a cabo para representar la transferencia de Hernández de Guadalajara a Manchester United, con Hernández jugando la primera mitad para Guadalajara y cambiando de equipo a Manchester United en la segunda mitad, sellando así simbólicamente su contrato de transferencia que había sido firmado en marzo de 2010.
El estadio fue sede de 8 partidos de la Copa Mundial de Fútbol Sub-17 de 2011, incluida una semifinal, entre Uruguay y Brasil.
También fue sede de las ceremonias de apertura y clausura de los Juegos Panamericanos de 2011, donde también fue sede de todos los partidos del torneo de fútbol tanto masculino como femenino.
En mayo de 2012, tras las críticas sobre el campo artificial, se anunció que el estadio reemplazaría el césped artificial por césped natural. El reemplazo se completó en julio de ese mismo año.
En diciembre de 2017, el estadio cambió su nombre de Estadio Omnilife a Estadio Akron, luego de firmar un contrato de patrocinio con una firma de lubricantes para automóviles por 10 años.

## Instalaciones
El atrio principal o ingreso peatonal es un espacio techado de 34 000 m² donde, además de los servicios de alimentos y bebidas, donde hay diversas opciones de entretenimiento, como cine, área de niños, muro de escalada, salón de belleza y una tienda oficial Chivas.
Debajo del vestíbulo principal se localiza un estacionamiento subterráneo para los usuarios de palcos, que alberga 780 automóviles con cinco elevadores que dan acceso al área de palcos.

## Aspectos técnicos
- Campo de juego: (césped) 8214 m²
- Dimensiones de cancha: 105 x 68 metros
- Luminarias para la cancha: (284 piezas)
- Potencia de luminarias para cancha: 593 1200 watts
- Berma de pasto natural: 20 000 m²
- Distancia entre la cancha y la parte más baja de la techumbre: 41 m
- Peso de la estructura de la techumbre: 3300 toneladas
- Pantallas distribuidas en palcos, accesos, sanitarios y áreas públicas: 865 pantallas
- Mega pantallas led, ubicadas en las cabeceras del estadio: 2 de 11 x 6 m
- Tienda Chivas: 530 m²
- Museo Chivas: planta baja 951 m², planta alta 390 m²
- 14 posiciones para cámaras de TV.

## Cancha
El tipo de pasto con que se contó en un principio, fue pasto sintético; que en su construcción era de una mezcla de fibras, arena sálica y arena de goma, producto de la reutilización de zapatos deportivos. El pasto artificial ha sido muy solicitado debido a sus bajos costos de mantenimiento. Además, es resistente a la radiación ultravioleta y los ataques bacterianos.
La gramilla sintética de séptima generación es última en pruebas tecnológicas para mayor facilidad en el manejo del balón y el bote contra la superficie artificial, así como en la prevención de lesiones. El estadio usaba pasto sintético de 7.ª generación, siendo así el primero en el mundo en usarlo. Estos materiales aseguran una superficie estable, resistente, uniforme y amable al momento del impacto con el balón.
Se pensó en poner este tipo de pasto, debido a que el estadio Chivas es un estadio ecológico, la manutención de los pastos naturales requiere de riego diario, y esto significa un alto gasto de agua. El pasto sintético es tan resistente, que puede haber eventos todos los días y aun así mantenerse en óptimas condiciones durante muchos años, pues su desgaste es muy bajo.
En el Torneo Apertura 2012, con la llegada del holandés Johan Cruyff a la dirección deportiva, se cambió a pasto natural. El tipo de pasto es Tall Fescue, tipo triple corona. En la parte de abajo del campo hay una capa de geotextil, luego arena y tierra vegetal.

## Áreas verdes
Con más de 7 ha destinados a áreas verdes y con una capa de piel verde que cubre la totalidad del terreno y berma del estadio. Los árboles, en su mayoría encinos, son especies con fuerte presencia en el bosque La Primavera o con parentesco cercano a aquellos del bosque. La intención detrás de su uso en esta zona es plantar una extensión nueva del bosque que se introduzca al interior del Centro JVC y al Estadio Akron.
El uso de pasto natural sobresale desde lejos alrededor de toda la berma, para mantener una capa verde durante todo el año y mantener costos razonables de mantenimiento.
Con objeto de aprovechar dentro del inmueble el agua captada en el mismo, se envía el drenaje pluvial “limpio” proveniente de la cubierta y de la cancha a un tanque de almacenamiento donde se filtra previo a su utilización en servicios que no requieren calidad potable.
Este sistema permite la captación de más de 30 000 m³ anualmente que se utilizarán en riego, lavado de gradas, excusados y mingitorios.
El agua residual se descarga directamente a la red exterior que la conduce a la planta de tratamiento general del Centro JVC para su posterior reutilización en riego y usos que no requieren calidad potable tales como excusados y mingitorios.”

## Inauguración
El estadio se inauguró con un partido entre el Club Deportivo Guadalajara y el Manchester United Football Club, el 30 de julio de 2010. El primer gol en este estadio fue anotado por Javier Hernández.
| 30 de julio de 2010 | C. D. Guadalajara                         | 3:2 (2:1) | Manchester United F. C. | Estadio Omnilife, Guadalajara                                 |                                                               |
|                     | Hernández 8' · Bautista 38' · Reynoso 58' | Reporte   | Smalling 10' · Nani 80' | Asistencia: 49.850 espectadores Árbitro(s): Armando Archundia | Asistencia: 49.850 espectadores Árbitro(s): Armando Archundia |

## Partidos internacionales

### Selección mexicana como local
| Amistoso; 4 de septiembre de 2010 | México    | 1:2 (1:1) | Ecuador                | Estadio Omnilife, Guadalajara |                            |
| 20:00                             | Checa 40' | Reporte   | Benítez 1' · Ayoví 58' | Árbitro(s): Wálter Quesada    | Árbitro(s): Wálter Quesada |

| Amistoso; 15 de octubre de 2024 | México                   | 2:0 (1:0) | Estados Unidos | Estadio Akron, Guadalajara                                 |                                                            |
| 20:30                           | Jiménez 22' · Huerta 49' | Reporte   |                | Asistencia: 43 537 espectadores Árbitro(s): Keylor Herrera | Asistencia: 43 537 espectadores Árbitro(s): Keylor Herrera |

### Partidos de laCopa Mundial Sub-17 de 2011

#### Fase de grupos
| 20 de junio de 2011, 15:00 | Brasil                          | 3:0 (1:0) | Dinamarca | Estadio Omnilife, Guadalajara                                                      |                                                                                    |
|                            | Ademilson 32' 78' · Wallace 57' | Reporte   |           | Asistencia: 18.845 espectadores Árbitro(s): Ali Albadwawi (Emiratos Árabes Unidos) | Asistencia: 18.845 espectadores Árbitro(s): Ali Albadwawi (Emiratos Árabes Unidos) |

| 20 de junio de 2011, 18:00 | Australia                     | 2:1 (0:1) | Costa de Marfil  | Estadio Omnilife, Guadalajara                                       |                                                                     |
|                            | Marakounas 51' · Tombides 77' | Reporte   | S. Coulibaly 18' | Asistencia: 20.728 espectadores Árbitro(s): Raymond Bogle (Jamaica) | Asistencia: 20.728 espectadores Árbitro(s): Raymond Bogle (Jamaica) |

| 23 de junio de 2011, 15:00 | Australia | 0:1 (0:0) | Brasil     | Estadio Omnilife, Guadalajara                                      |                                                                    |
|                            |           | Reporte   | Adryan 76' | Asistencia: 21.159 espectadores Árbitro(s): Stephan Studer (Suiza) | Asistencia: 21.159 espectadores Árbitro(s): Stephan Studer (Suiza) |

| 23 de junio de 2011, 18:00 | Costa de Marfil                     | 4:2 (3:2) | Dinamarca               | Estadio Omnilife, Guadalajara                                                  |                                                                                |
|                            | S. Coulibaly 23' 37' 41' (pen.) 69' | Reporte   | Zohore 9' · Fischer 32' | Asistencia: 22.126 espectadores Árbitro(s): Elmer Arturo Bonilla (El Salvador) | Asistencia: 22.126 espectadores Árbitro(s): Elmer Arturo Bonilla (El Salvador) |

| 26 de junio de 2011, 15:00 | Burkina Faso | 0:2 (0:0) | Ecuador                    | Estadio Omnilife, Guadalajara                                       |                                                                     |
|                            |              | Reporte   | Cevallos 74' · Mercado 76' | Asistencia: 15.165 espectadores Árbitro(s): Alexey Nikolaev (Rusia) | Asistencia: 15.165 espectadores Árbitro(s): Alexey Nikolaev (Rusia) |

| 26 de junio de 2011, 18:00 | Costa de Marfil          | 3:3 (2:2) | Brasil                                         | Estadio Omnilife, Guadalajara                                       |                                                                     |
|                            | S. Coulibaly 11' 33' 58' | Reporte   | Lucas Piazón 8' · Ademilson 14' · Adryan 90+3' | Asistencia: 24.943 espectadores Árbitro(s): Roberto García (México) | Asistencia: 24.943 espectadores Árbitro(s): Roberto García (México) |

#### Octavos de final
| 29 de junio de 2011, 15:00 | Brasil                  | 2:0 (1:0) | Ecuador | Estadio Omnilife, Guadalajara                                                |                                                                              |
|                            | Ademilson 16' · Leo 87' | Reporte   |         | Asistencia: 19.335 espectadores Árbitro(s): Pavel Kralovec (República Checa) | Asistencia: 19.335 espectadores Árbitro(s): Pavel Kralovec (República Checa) |

#### Semifinales
| 7 de julio de 2011, 15:00 | Uruguay                                            | 3:0 (1:0) | Brasil | Estadio Omnilife, Guadalajara                                       |                                                                     |
|                           | Álvarez 20' (pen.) · San Martín 72' · Méndez 90+5' | Reporte   |        | Asistencia: 29.315 espectadores Árbitro(s): Alexey Nikolaev (Rusia) | Asistencia: 29.315 espectadores Árbitro(s): Alexey Nikolaev (Rusia) |

### Internacional de clubes
Final de la Copa Libertadores 2010
| Final de la Copa Libertadores; 11 de agosto de 2010, 20:50 | C. D. Guadalajara | 1:2 (1:0) | S. C. Internacional        | Estadio Omnilife, Guadalajara                               |                                                             |
|                                                            | Bautista 45+1'    |           | Giuliano 73' · Bolívar 77' | Asistencia: 30.870 espectadores Árbitro(s): Héctor Baldassi | Asistencia: 30.870 espectadores Árbitro(s): Héctor Baldassi |

Final de la Concachampions 2018
| Final de la Liga de Campeones; 25 de abril de 2018, 20:30 | C. D. Guadalajara                    | 1:2 (1:2) (4:2 p.)         | Toronto F. C.                         | Estadio Akron, Guadalajara                                |                                                           |
|                                                           | Pineda 19'                           |                            | Altidore 25' · Giovinco 43'           | Asistencia: 36.977 espectadores Árbitro(s): Óscar Moncada | Asistencia: 36.977 espectadores Árbitro(s): Óscar Moncada |
|                                                           |                                      | Tiros desde el punto penal |                                       |                                                           |                                                           |
|                                                           | Alanís · Godínez · Pulido · Zaldívar |                            | Giovinco · Osorio · Delgado · Bradley |                                                           |                                                           |

## Juegos Panamericanos de 2011
El estadio Akron (anteriormente Estadio Chivas) fue sede de las ceremonias de inauguración y clausura, así como de todos los partidos de fútbol de los Juegos Panamericanos que se llevaron a cabo del 14 al 30 de octubre de 2011.
La inauguración de los Juegos Panamericanos se realizó con presentaciones de grandes artistas de la escena musical mexicana, entre ellos Vicente Fernández, Alejandro Fernández, Lila Downs, Maná, Eugenia León, Nortec Collective, entre otros, y artistas extranjeros como Juanes; desfile de los países participantes y pirotecnia multicolor. Al evento asistieron diferentes figuras del Gobierno mexicano, como el entonces presidente Felipe Calderón. Al día siguiente comenzaron las competencias.
En el fútbol participaron 8 selecciones en las que destacan Brasil, Argentina, Uruguay y México. En este torneo la selección de México obtuvo la medalla de oro derrotando 1-0 a Argentina, quienes obtuvieron la medalla de plata y el Bronce fue para Uruguay.
Finalmente se celebró la ceremonia de clausura, anunciando los próximos Juegos Panamericanos de Toronto en el 2015 con juegos pirotécnicos, artistas, entre otros más.

### Partidos

#### Grupo A
| 25 de octubre de 2011, 10:00 | Uruguay   | 1:1 (1:1) | Trinidad y Tobago | Estadio Omnilife, Guadalajara                                       |                                                                     |
|                              | Abero 17' | Reporte   | Winchester 10'    | Asistencia: 450 espectadores Árbitro(s): Marlon Mejía (El Salvador) | Asistencia: 450 espectadores Árbitro(s): Marlon Mejía (El Salvador) |

| 19 de octubre de 2011, 20:00 | México                     | 2:1 (1:1) | Ecuador  | Estadio Omnilife, Guadalajara                                          |                                                                        |
|                              | Peralta 24' · Enríquez 80' | Reporte   | Congo 7' | Asistencia: 31.265 espectadores Árbitro(s): Marlon Mejía (El Salvador) | Asistencia: 31.265 espectadores Árbitro(s): Marlon Mejía (El Salvador) |

| 21 de octubre de 2011, 13:00 | Ecuador | 0:1 (0:1) | Uruguay  | Estadio Omnilife, Guadalajara                                      |                                                                    |
|                              |         | Reporte   | Puppo 4' | Asistencia: 8.880 espectadores Árbitro(s): Erick Andino (Honduras) | Asistencia: 8.880 espectadores Árbitro(s): Erick Andino (Honduras) |

| 21 de octubre de 2011, 20:00 | México      | 1:1 (1:1) | Trinidad y Tobago | Estadio Omnilife, Guadalajara                                    |                                                                  |
|                              | Peralta 30' | Reporte   | Gay 12'           | Asistencia: 37.158 espectadores Árbitro(s): Omar Ponce (Ecuador) | Asistencia: 37.158 espectadores Árbitro(s): Omar Ponce (Ecuador) |

| 23 de octubre de 2011, 10:00 | Trinidad y Tobago | 1:1 (0:1) | Ecuador      | Estadio Omnilife, Guadalajara                                     |                                                                   |
|                              | Casear 69'        | Reporte   | Quiñónez 17' | Asistencia: 11.745 espectadores Árbitro(s): David Gantar (Canadá) | Asistencia: 11.745 espectadores Árbitro(s): David Gantar (Canadá) |

| 23 de octubre de 2011, 17:00 | México                                                | 5:2 (3:0) | Uruguay                         | Estadio Omnilife, Guadalajara                                     |                                                                   |
|                              | Amione 15' 48' · Ponce 29' · Zavala 42' · Peralta 71' | Reporte   | Prieto 51' · Maxi Rodríguez 57' | Asistencia: 36.471 espectadores Árbitro(s): Raúl Orosco (Bolivia) | Asistencia: 36.471 espectadores Árbitro(s): Raúl Orosco (Bolivia) |

#### Grupo B
| 19 de octubre de 2011, 10:00 | Costa Rica | 1:0 (0:0) | Cuba | Estadio Omnilife, Guadalajara                                        |                                                                      |
|                              | Blanco 55' | Reporte   |      | Asistencia: 6.395 espectadores Árbitro(s): Ricardo Arellano (México) | Asistencia: 6.395 espectadores Árbitro(s): Ricardo Arellano (México) |

| 19 de octubre de 2011, 17:00 | Argentina  | 1:1 (0:0) | Brasil       | Estadio Omnilife, Guadalajara                                   |                                                                 |
|                              | Araujo 74' | Reporte   | Henrique 63' | Asistencia: 8.107 espectadores Árbitro(s): Omar Ponce (Ecuador) | Asistencia: 8.107 espectadores Árbitro(s): Omar Ponce (Ecuador) |

| 21 de octubre de 2011, 10:00 | Costa Rica | 0:3 (0:1) | Argentina                                   | Estadio Omnilife, Guadalajara                                    |                                                                  |
|                              |            | Reporte   | Fragapane 40' · Pezzella 60' · Kruspzky 76' | Asistencia: 6.990 espectadores Árbitro(s): David Gantar (Canadá) | Asistencia: 6.990 espectadores Árbitro(s): David Gantar (Canadá) |

| 21 de octubre de 2011, 17:00 | Brasil | 0:0     | Cuba | Estadio Omnilife, Guadalajara                                     |                                                                   |
|                              |        | Reporte |      | Asistencia: 19.494 espectadores Árbitro(s): Raúl Orosco (Bolivia) | Asistencia: 19.494 espectadores Árbitro(s): Raúl Orosco (Bolivia) |

| 23 de octubre de 2011, 13:00 | Cuba | 0:1 (0:0) | Argentina | Estadio Omnilife, Guadalajara       |                                     |
|                              |      | Reporte   | Laba 80'  | Árbitro(s): Erick Andino (Honduras) | Árbitro(s): Erick Andino (Honduras) |

| 23 de octubre de 2011, 20:00 | Brasil       | 1:3 (1:3) | Costa Rica                 | Estadio Omnilife, Guadalajara                                         |                                                                       |
|                              | Henrique 30' | Reporte   | Vega 1' · McDonald 20' 43' | Asistencia: 36.471 espectadores Árbitro(s): Ricardo Arellano (México) | Asistencia: 36.471 espectadores Árbitro(s): Ricardo Arellano (México) |

#### Semifinales
| 26 de octubre de 2011, 17:00 | México              | 3:0 (2:0) | Costa Rica | Estadio Omnilife, Guadalajara       |                                     |
|                              | Peralta 19' 38' 46' | Reporte   |            | Árbitro(s): Erick Andino (Honduras) | Árbitro(s): Erick Andino (Honduras) |

| 26 de octubre de 2011, 20:00 | Argentina    | 1:0 (1:0) | Uruguay | Estadio Omnilife, Guadalajara    |                                  |
|                              | Pezzella 10' | Reporte   |         | Árbitro(s): Omar Ponce (Ecuador) | Árbitro(s): Omar Ponce (Ecuador) |

#### Tercer lugar
| 28 de octubre de 2011, 17:00 | Uruguay               | 2:1 (0:0) | Costa Rica          | Estadio Omnilife, Guadalajara     |                                   |
|                              | Silva 48' · Píriz 61' | Reporte   | McDonald 81' (pen.) | Árbitro(s): Raúl Orosco (Bolivia) | Árbitro(s): Raúl Orosco (Bolivia) |

#### Final
| 28 de octubre de 2011, 20:00 | Argentina | 0:1 (0:0) | México     | Estadio Omnilife, Guadalajara          |                                        |
|                              |           | Reporte   | Amione 75' | Árbitro(s): Marlon Mejía (El Salvador) | Árbitro(s): Marlon Mejía (El Salvador) |

## Preolímpico Concacaf 2021

### Grupo A
| 21 de marzo de 2021, 17:00 | República Dominicana | 0:4 (0:0) | Estados Unidos                               | Estadio Akron, Zapopan       |                              |
|                            |                      | Reporte   | Yueill 61' · Dotson 73' 78' · Mihailović 90' | Árbitro(s): Daneon Parchment | Árbitro(s): Daneon Parchment |

| 21 de marzo de 2021, 19:30 | Costa Rica | 0:3 (0:1) | México                             | Estadio Akron, Zapopan  |                         |
|                            |            | Reporte   | Antuna 6' · Vega 52' · Córdova 69' | Árbitro(s): Iván Barton | Árbitro(s): Iván Barton |

### Grupo B
| 22 de marzo de 2021, 16:00 | Haití | 0:0     | Canadá | Estadio Akron, Zapopan    |                           |
|                            |       | Reporte |        | Árbitro(s): Juan Calderón | Árbitro(s): Juan Calderón |

| 22 de marzo de 2021, 18:30 | El Salvador | 1:1 (0:0) | Honduras     | Estadio Akron, Zapopan  |                         |
|                            | Márquez 64' | Reporte   | Martínez 46' | Árbitro(s): César Ramos | Árbitro(s): César Ramos |

### Final
| 30 de marzo de 2021, 19:00 | Honduras                                          | 1:1 (1:1, 0:0) (t. s.)(4:5 p.) | México                                     | Estadio Akron, Zapopan       |                              |
|                            | E. Rodríguez 71'                                  | Reporte                        | Macías 80' (pen.)                          | Árbitro(s): Daneon Parchment | Árbitro(s): Daneon Parchment |
|                            |                                                   | Tiros desde el punto penal     |                                            |                              |                              |
|                            | Obregón · E. Rodríguez · Rivas · Meléndez · Reyes |                                | Vásquez · Mozo · Antuna · J. Angulo · Vega |                              |                              |

## Datos

### Marcas de goleo
- Javier Chicharito Hernández anotó el primer gol del estadio jugando con el Guadalajara, esto fue al minuto 8 del primer tiempo en el encuentro entre Guadalajara y Manchester United.
- Adolfo Bofo Bautista marcó el primer gol en un partido oficial al hacerlo contra Internacional de Porto Alegre en el duelo de ida de la Final de la Copa Libertadores de América.
- El primer gol en un partido de liga fue anotado por Omar Bravo frente a Estudiantes Tecos, en un juego pendiente correspondiente a la jornada 4 del Apertura 2010.
- Marco Fabián es el jugador que ha anotado más goles en partidos oficiales en el Estadio Chivas, con 24.[12]

### Partidos
- La primera final se disputó a menos de un mes de su inauguración, siendo esta el juego de ida de la final de la Copa Santander Libertadores, entre el Guadalajara y el Internacional de Porto Alegre, con resultado favorable para Internacional en 2 tantos a 1.
- El primer partido de la Selección de México en este estadio fue el 4 de septiembre de 2010, perdió 1 por 2 con la Selección de Ecuador.
- El primer Clásico del fútbol mexicano (Guadalajara vs América) en este inmueble, se jugó el 10 de abril de 2011, en el cual triunfó el conjunto local con un marcador de 3-0. Con una anotación de Erick "El Cubo" Torres y dos anotaciones de Marco Fabián.
- La primera vez que el Guadalajara se coronó en este estadio, fue en la final de Copa Corona MX que se jugó el  19 de abril de 2017, en donde el Guadalajara enfrentó al  Morelia. Empataron con un marcador de 0-0 en tiempo regular, por lo cual se tuvo que decidir en serie de penales, donde salió victorioso el Guadalajara con un marcador de 3-1, logrando así su cuarto título de copa.
- La primera final de la Liga MX que se jugó en este estadio fue el 28 de mayo de 2017, en la que el Guadalajara derrotaron a Tigres UANL con un marcador 2-1 (4-3 en el global), obteniendo así el título del Clausura 2017 y coronándose por primera vez campeones de Liga desde la inauguración del estadio. De esta manera el club logró el doblete del semestre (Copa y Liga) y consiguió su título 12, con el cual empató al América como el equipo con más campeonatos del fútbol mexicano.
- La primera final de la Liga de Campeones de la Concacaf se jugó el 25 de abril de 2018, ganando por segunda vez el título. El marcador terminó 2-1 a favor del Toronto (3-3 en el global), dándose la serie de penales donde el Guadalajara ganó por 4-2, ganando el título por segunda vez en su historia.

| Predecesor: Maracaná Río de Janeiro 2007 | Estadio Panamericano Guadalajara 2011 | Sucesor: Rogers Centre Toronto 2015 |

## Conciertos
| Fecha                    | Artista/Grupo  | Nombre del evento                   | Asistencia | Notas                                                                         |
| ------------------------ | -------------- | ----------------------------------- | ---------- | ----------------------------------------------------------------------------- |
| 5 de febrero de 2018     | Bruno Mars     | 24K Magic World Tour                | 39,846     | Telonero(s): - Bebe Rexha - Nick Jonas                                        |
| 12 de mayo de 2018       | Maroon 5       | Maroon V Tour                       | —          | —                                                                             |
| 29 y 30 de marzo de 2022 | Coldplay       | Music of the Spheres World Tour     | 90,153     | Telonero(s): - Carla Morrison - Danny Lux Artista invitado: - Fernando Olvera |
| 18 de octubre de 2022    | Guns N' Roses  | Guns N' Roses 2020 Tour             | —          | Telonero(s): - Molotov                                                        |
| 5 de mayo de 2012        | Paul McCartney | On the Run                          |            |                                                                               |
| 25 de octubre de 2023    | The Weeknd     | After Hours til Dawn Stadium Tour   |            | Telonero(s): - Kaytranada - Mike Dean                                         |
| 16 y 17 de marzo de 2025 | Shakira        | Las Mujeres Ya No Lloran World Tour |            |                                                                               |
| 6 de septiembre de 2025  | Shakira        | Las Mujeres Ya No Lloran World Tour |            |                                                                               |